# 리사 해니건
리사 해니건(Lisa Hannigan, 1981년 2월 12일 ~ )은 아일랜드의 싱어송라이터이다.

## 음반 목록
- Sea Sew (2008)
- Passenger (2011)
- At Swim (2016)